# Somogy
Somogy [šomoď] je župa ležící v jihozápadním Maďarsku jižně od Balatonu. Jejím střediskem je město Kaposvár.

## Charakteristika
Župa sousedí na jihozápadě s Chorvatskem a dále s maďarskými župami Zala, Veszprém, Fejér, Tolna a Baranya. Povrch je mírně zvlněný. Župa se rozkládá na nízkém rozvodí, odkud odtékají vody do tří stran - z jihozápadu do Drávy, která tvoří hranici s Chorvatskem, ze severu do Balatonu a z východu do řeky Sió. Území župy je převážně řídce zalidněnou venkovskou periferií, pouze severní okraj je turisticky exponován coby jižní pobřeží Balatonu, kudy navíc vede dálnice.
Somogy je jedna z mála maďarských žup, která existuje od středověku dodnes bez podstatných změn. Při administrativní reformě roku 1950 došlo jen k malým úpravám hranic, nejvýrazněji na jihovýchodě, kde byla část území převedena do župy Baranya.

## Doprava
Župou Somogy prochází hlavní silniční i železniční spojnice Maďarska a Chorvatska. Severním okrajem župy (po břehu Balatonu) vede dálnice M7 mezi Budapeští a Záhřebem a železnice z Budapešti do Chorvatska a Slovinska. Přímo Kaposvárem pak vede hlavní trať Budapešť - Záhřeb (přes přechodovou stanici a uzel Gyékényes). Jižním okrajem župy (přes hraniční přechod Barcs) vede silnice č. 6 z Pécse do Virovitice. Po její spojnici s M7 (silnice č. 68) je vedena evropská silnice E661.

## Okresy
Župa Somogy se člení na 8 okresů (járás).
- Okres Barcs
- Okres Csurgó
- Okres Fonyód
- Okres Kaposvár
- Okres Marcali
- Okres Nagyatád
- Okres Siófok
- Okres Tab

## Města

### Statutární město
- Kaposvár

### Ostatní města
(v závorce počet obyvatel roku 2001)
- Siófok (23 460)
- Marcali (12 575)
- Barcs (12 343)
- Nagyatád (12 065)
- Balatonboglár (6 076)
- Csurgó (5 788)
- Fonyód (5 296)
- Balatonlelle (5 002)
- Tab (4 914)
- Nagybajom (3 598)
- Lengyeltóti (3 443)
- Kadarkút (2 791)
- Zamárdi (2 298)
- Balatonföldvár (2 108)
- Igal (1 336)